# باتلر (آلاباما)
باتلر  شهری است در ایالت آلاباما در کشور آمریکا.

## مکان
باتلر در موقعیت () قرار دارد.
با توجه به اطلاعات اداره آمار آمریکا مساحت آن در حدود ۱۴،۵ است.

## مردم‌شناسی
با توجه به آمار سال ۲۰۰۰ جمعیت آن ۱۹۵۲ نفر، ۸۲۳ خانواده در آن ساکن هستند.
تعداد ۹۴۵ واحد خانه در هر مساحت تقریبی (۶۵،۲akm²) قرار دارد.
۲۲،۱% درصد از خانواده‌های فرزند زیر ۱۸ سال داشتند که از این تعداد ۴۹% درصد زوج بوده و ۱۴،۷% درصد زنان بدون شوهر و ۳۳،۵% درصد نیز غیر خانواده بودند.
متوسط درآمد یک خانواده در حدود US$۴۳۰۵۶ است و زنان درآمد متوسط US$۳۸۷۵۰ و مردان درآمد متوسط US$۲۰۷۰۰ به‌دست می‌آورند.